# Park Chanyeol
Det här är en artikel om en person med koreanskt personnamn; Park är familjenamnet.
Park Chan-yeol (hangul: 박찬열), mer känd under artistnamnet Chanyeol,  född 27 november 1992 i Seoul, är en sydkoreansk sångare och låtskrivare.
Medlem i gruppen EXO sedan 2012.

## Filmografi

### Flim
- 2015 - Salut d'Amour
- 2016 - So I Married an Anti-fan

### TV drama
- 2008 - High Kick!
- 2012 - To The Beautiful You
- 2013 - Royal Villa
- 2015 - Exo Next Door
- 2017 - Missing 9
- 2018 - Memories of the Alhambra